# Padrón
Padrón (Padrão en galaico-portuguès) és un municipi de la província de la Corunya a Galícia. Pertany a la comarca d'o Sar. És conegut especialment per la seva varietat de pebrots.

## Geografia
El municipi té una superfície de 48,37 km² i està dividit en cinc parròquies. Està situat a la vora del riu Sar, a la seva desembocadura a la confluència del riu Ulla i la ria d'Arousa. Limita al nord-est amb el municipi de Teo, al sud-est amb A Estrada, al sud amb Pontecesures, al sud-oest amb Dodro i al nord-oest amb Rois.

### Parròquies
El municipi de Padrón està dividit en 5 parròquies:
| Parròquia                 | Població (2015) |
| ------------------------- | --------------- |
| Carcacía (San Pedro)      | 779             |
| Cruces (Santa María)      | 1.139           |
| Herbón (Santa María)      | 657             |
| Iria Flavia (Santa María) | 1.986           |
| Padrón (Santiago)         | 4.082           |

## Demografia
| 7.415 | 7.351 | 8.505 | 9.948 | 9.070 |
| Fonts: INE i IGE (Els criteris de registre censal variaren i les dades de l'INE i de l'IGE poden no coincidir.) |       |       |       |       |

## Llocs d'interès
- L'Església parroquial de Santiago de Padrón, que conserva dos epígrafs: un en llatí sobre la tradició del sant i un altre de 1133 sobre la reconstrucció del temple iniciada pel bisbe Xelmírez.
- El Convent de San Francisco de Herbón, on es van començar a cultivar al segle xvi els pebrots de Padrón.
- L'ermita de Santiaguiño do Monte, a on es retirava a resar l'apòstol Sant Jaume segons la llegenda.
- La Casa da Matanza, pazo on va viure Rosalía de Castro, actual museu.
- El Jardí botànic, amb espècies exòtiques.

## Padronesos il·lustres
- Camilo José Cela (1916-2002), escriptor guanyador del Premi Nobel de Literatura.
- Rosalía de Castro (1837-1885), escriptora del Rexurdimento.
- Macías O Namorado (fl. 1340-1370), joglar.

## Galeria d'imatges

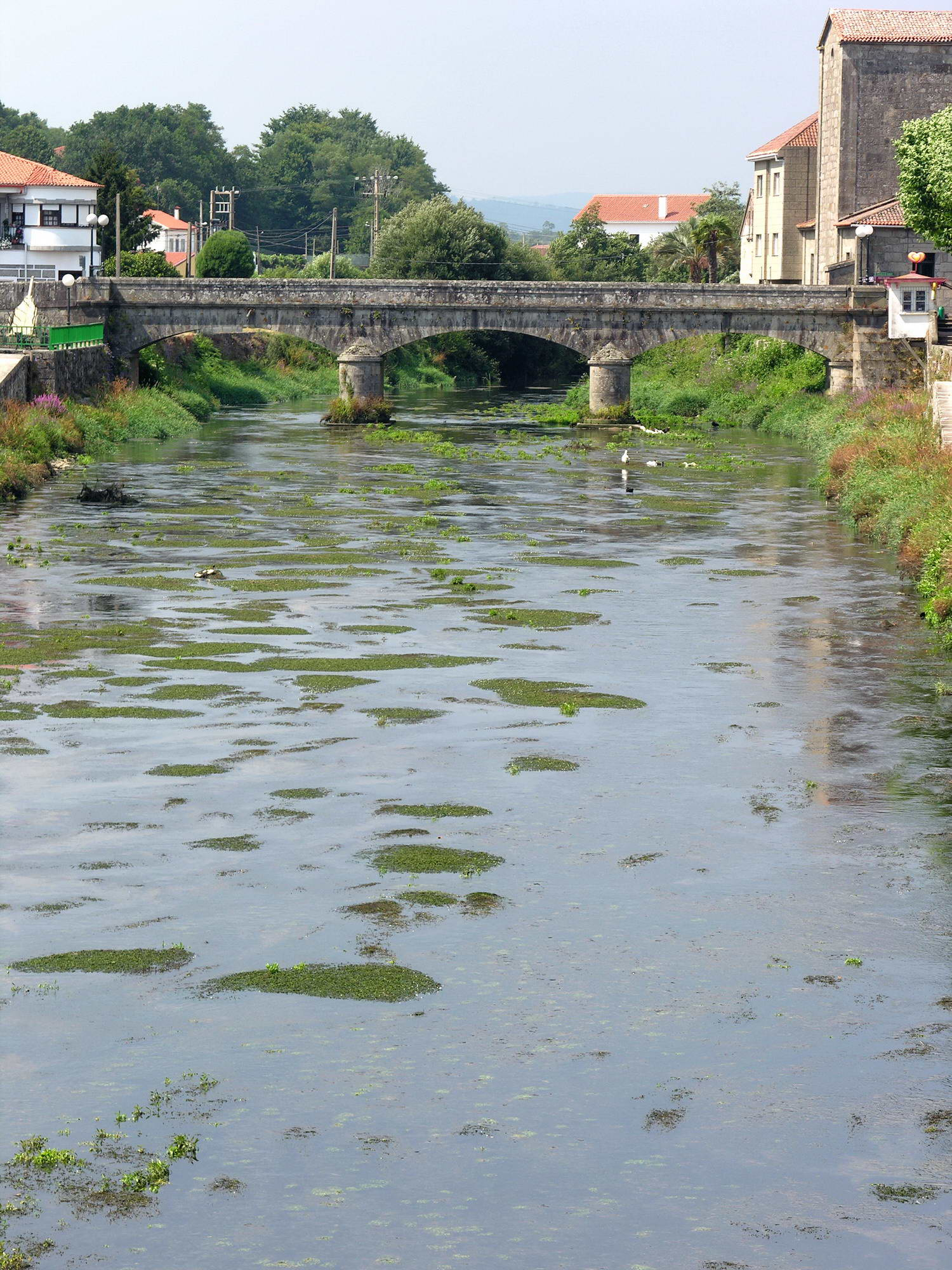
Vista general el riu amb pont
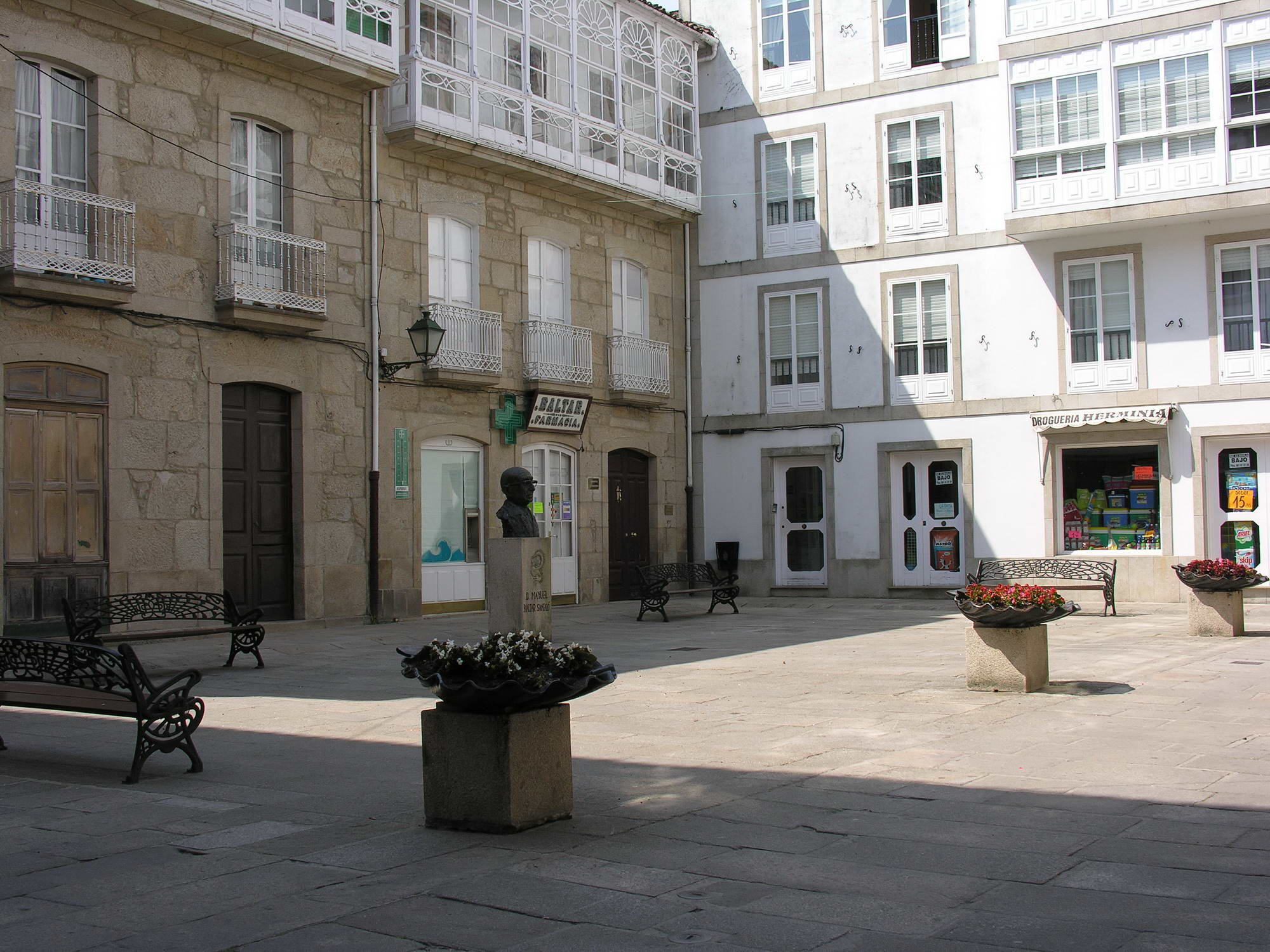
Plaça
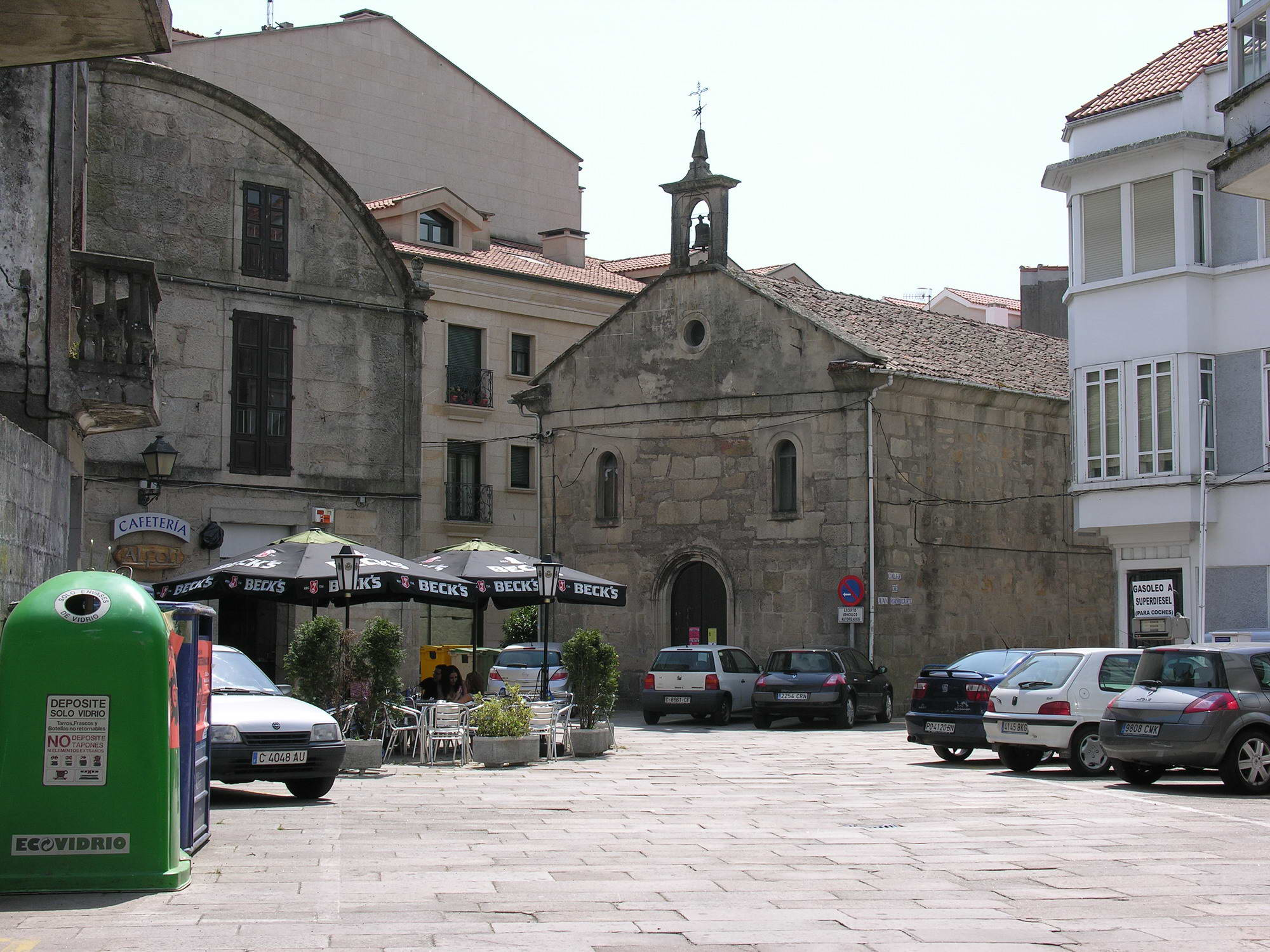
Església de Padrón

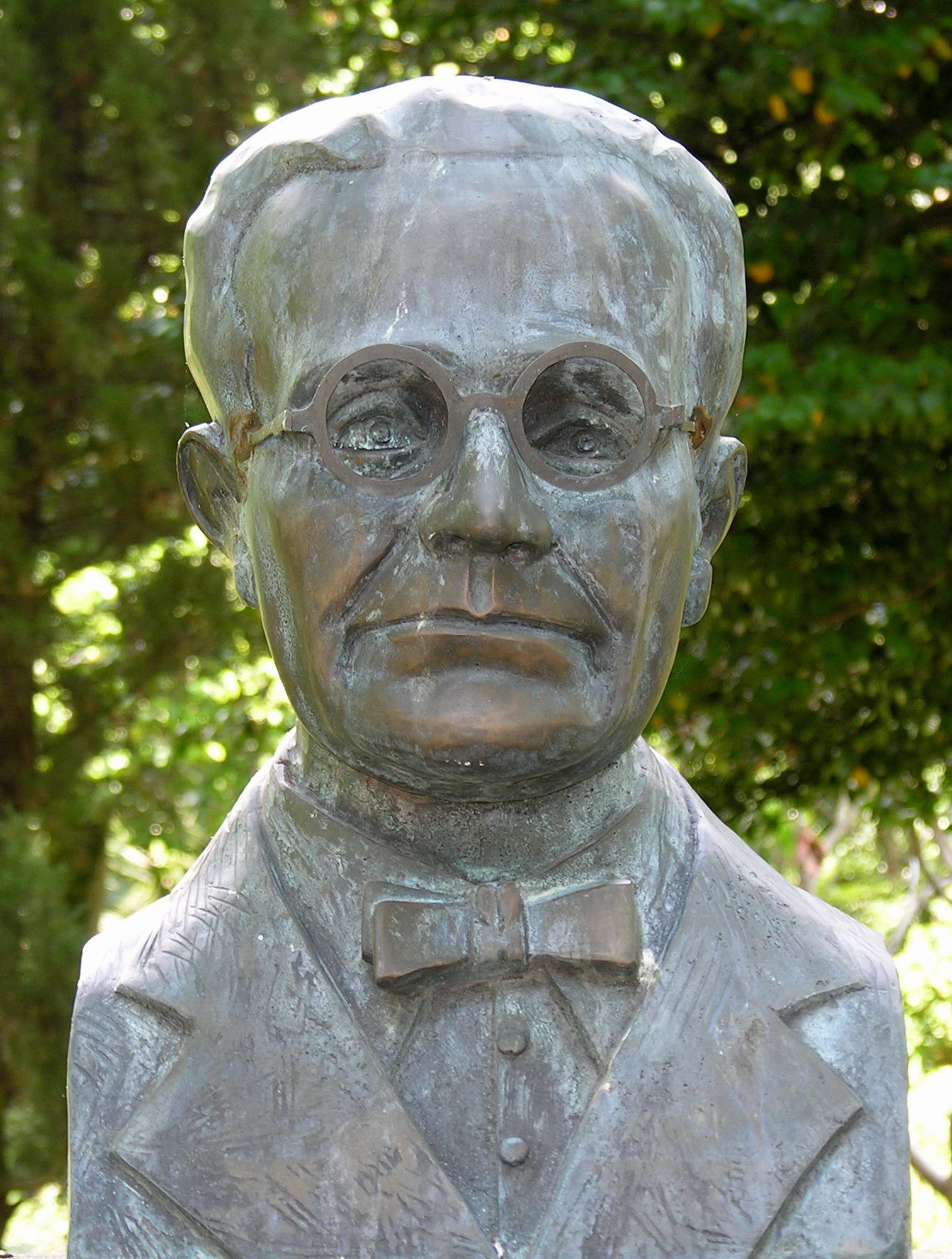
Bust de Castelao a Xardín Botánico
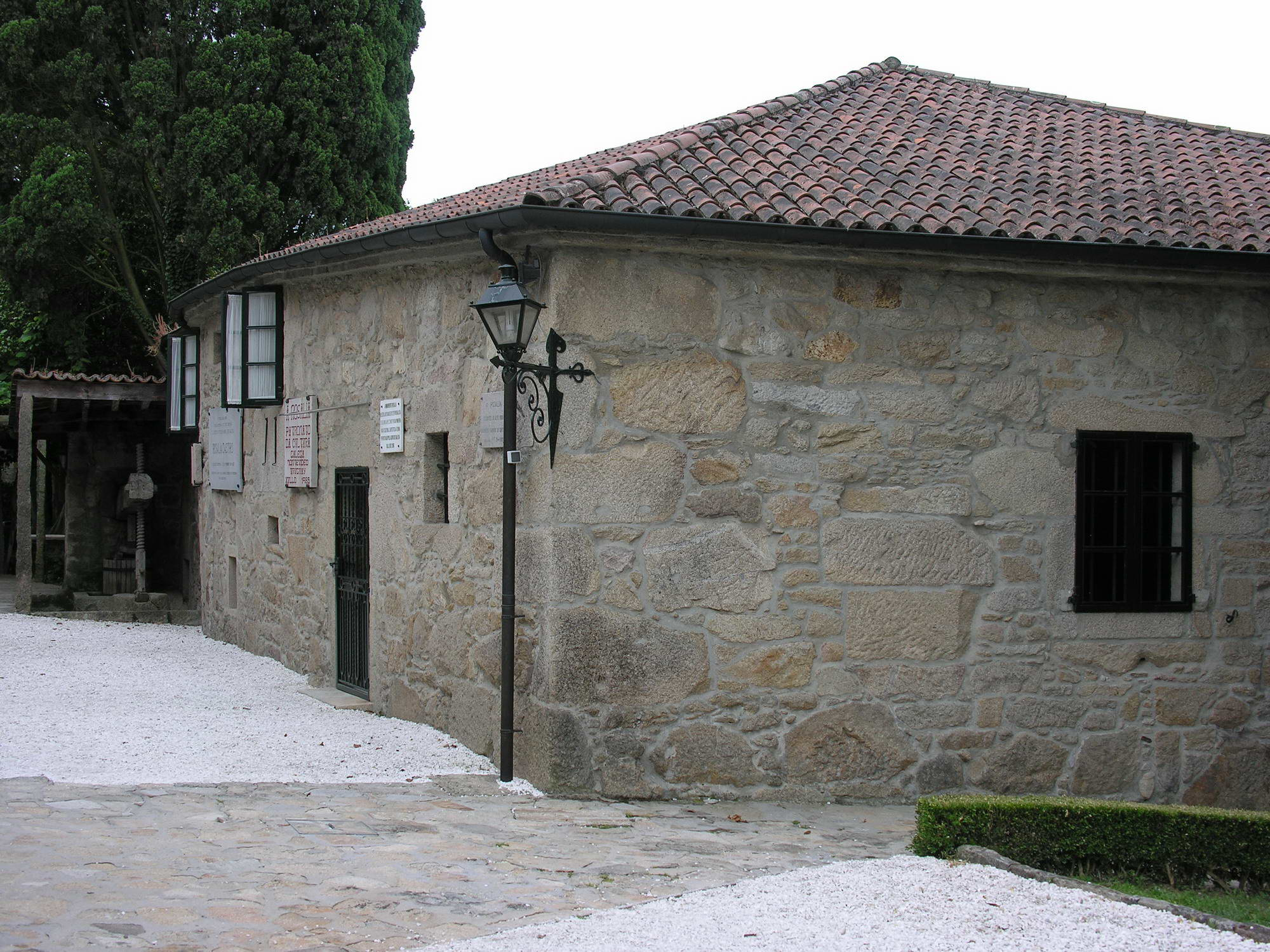
Casa de Rosalía de Castro
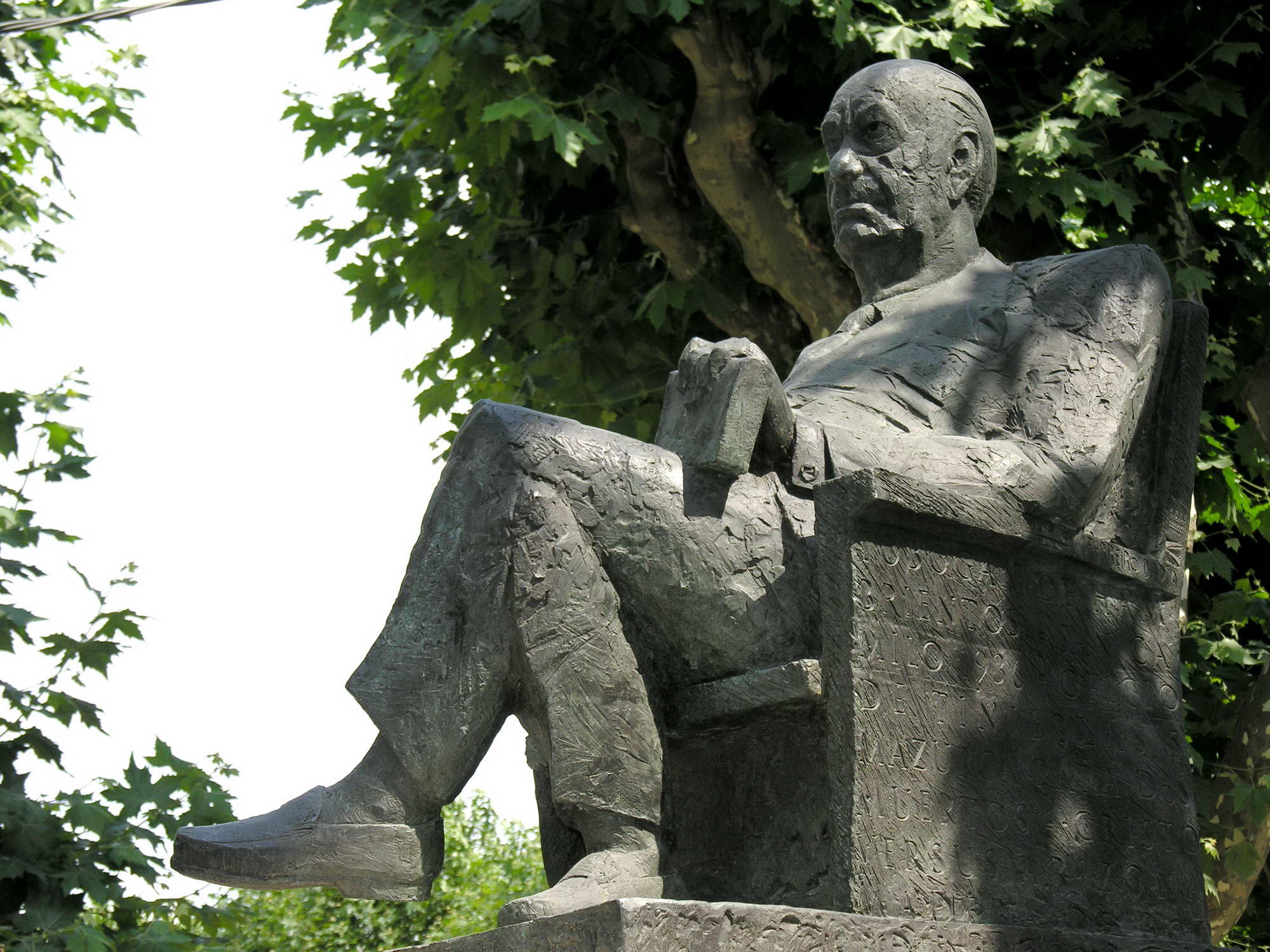
Estàtua de Camilo José Cela